# Stem (Carolina del Nord)
Stem è un comune degli Stati Uniti d'America, situato in Carolina del Nord, nella contea di Granville.